# Општина Баиа де Бандерас (Најарит)
Баиа де Бандерас (шп. Bahía de Banderas) општина је у Мексику у савезној држави Најарит. Општина се налази на надморској висини од 60 м.

## Становништво
Према подацима из 2010. у општини је живело 124205 становника.

### Хронологија
| Година       | 2000                  | 2005                  | 2010                   |
| ------------ | --------------------- | --------------------- | ---------------------- |
| Становништво | 59808 (30481 / 29327) | 83739 (42632 / 41107) | 124205 (62999 / 61206) |

### Попис
| \| \| м \| \| \| ж \| \| 0—2 \| 4.067 \| \| \| 4.064 \| \| 3—5 \| 4.222 \| \| \| 4.168 \| \| 6—11 \| 7.516 \| \| \| 7.336 \| \| 12—14 \| 3.441 \| \| \| 3.202 \| \| 15—17 \| 3.446 \| \| \| 3.401 \| \| 18—24 \| 8.341 \| \| \| 8.273 \| \| 60+ \| 3.665 \| \| \| 3.349 \| \| Просек : \| 28,1 \| \| \| 27,9 \| |       |  |  |       |
| |       |  |  |       |
| | м     |  |  | ж     |
| 0—2 | 4.067 |  |  | 4.064 |
| 3—5 | 4.222 |  |  | 4.168 |
| 6—11 | 7.516 |  |  | 7.336 |
| 12—14 | 3.441 |  |  | 3.202 |
| 15—17 | 3.446 |  |  | 3.401 |
| 18—24 | 8.341 |  |  | 8.273 |
| 60+ | 3.665 |  |  | 3.349 |
| Просек : | 28,1  |  |  | 27,9  |

| #   | Индикатор                                                                                        | Вредност |
| --- | ------------------------------------------------------------------------------------------------ | -------- |
| 1   | Становништво од 0 до 2 године                                                                    | 8131     |
| 2   | Мушко становништво од 0 до 2 године                                                              | 4067     |
| 3   | Женско становништво од 0 до 2 године                                                             | 4064     |
| 4   | Становништво са 3 и више година                                                                  | 113784   |
| 5   | Мушко становништво са 3 и више година                                                            | 57786    |
| 6   | Женско становништво са 3 и више година                                                           | 55998    |
| 7   | Становништво са 5 и више година                                                                  | 108076   |
| 8   | Мушко становништво са 5 и више година                                                            | 54923    |
| 9   | Женско становништво са 5 и више година                                                           | 53153    |
| 10  | Становништво са 12 и више година                                                                 | 90542    |
| 11  | Мушко становништво са 12 и више година                                                           | 46048    |
| 12  | Женско становништво са 12 и више година                                                          | 44494    |
| 13  | Становништво са 15 и више година                                                                 | 83899    |
| 14  | Мушко становништво са 15 и више година                                                           | 42607    |
| 15  | Женско становништво са 15 и више година                                                          | 41292    |
| 16  | Становништво са 18 и више година                                                                 | 77052    |
| 17  | Мушко становништво са 18 и више година                                                           | 39161    |
| 18  | Женско становништво са 18 и више година                                                          | 37891    |
| 19  | Становништво од 3 до 5 година                                                                    | 8390     |
| 20  | Мушко становништво од 3 до 5 година                                                              | 4222     |
| 21  | Женско становништво од 3 до 5 година                                                             | 4168     |
| 22  | Становништво од 6 до 11 година                                                                   | 14852    |
| 23  | Мушко становништво од 6 до 11 година                                                             | 7516     |
| 24  | Женско становништво од 6 до 11 година                                                            | 7336     |
| 25  | Становништво од 8 до 14 година                                                                   | 16437    |
| 26  | Мушко становништво од 8 до 14 година                                                             | 8403     |
| 27  | Женско становништво од 8 до 14 година                                                            | 8034     |
| 28  | Становништво од 12 до 14 година                                                                  | 6643     |
| 29  | Мушко становништво од 12 до 14 година                                                            | 3441     |
| 30  | Женско становништво од 12 до 14 година                                                           | 3202     |
| 31  | Становништво од 15 до 17 година                                                                  | 6847     |
| 32  | Мушко становништво од 15 до 17 година                                                            | 3446     |
| 33  | Женско становништво од 15 до 17 година                                                           | 3401     |
| 34  | Становништво од 18 до 24 године                                                                  | 16614    |
| 35  | Мушко становништво од 18 до 24 године                                                            | 8341     |
| 36  | Женско становништво од 18 до 24 године                                                           | 8273     |
| 37  | Женско становништво од 15 до 49 година                                                           | 34362    |
| 38  | Становништво са 60 и више година                                                                 | 7014     |
| 39  | Мушко становништво са 60 и више година                                                           | 3665     |
| 40  | Женско становништво са 60 и више година                                                          | 3349     |
| 41  | Однос између мушкараца и жена                                                                    | 102.93   |
| 42  | Становништво од нуле до 14 година                                                                | 38016    |
| 43  | Становништво од 15 до 64 године                                                                  | 79251    |
| 44  | Становништво од 65 година и више                                                                 | 4648     |
| 45  | Просечан број деце                                                                               | 2.23     |
| 46  | Становништво рођено у ентитету                                                                   | 42612    |
| 47  | Мушко становништво рођено у ентитету                                                             | 21456    |
| 48  | Женско становништво рођено у ентитету                                                            | 21156    |
| 49  | Становништво рођено у другом ентитету                                                            | 76453    |
| 50  | Мушко становништво рођено у другом ентитету                                                      | 38929    |
| 51  | Женско становништво рођено у другом ентитету                                                     | 37524    |
| 52  | Становништво од 5 година и више резидентно у ентитету у јуну 2005. године                        | 78268    |
| 53  | Мушко становништво старосног доба од 5 година и више, резидентно у ентитету у јуну 2005. године  | 39516    |
| 54  | Женско становништво старосног доба од 5 и више година, резидентно у ентитету у јуну 2005. године | 38752    |
| 55  | Становништво од 5 година и више које је живело у другом ентитету у јуну 2005. године             | 26597    |
| 56  | Мушко становништво старије од 5 година које је живело у другом ентитету у јуну 2005. године      | 13498    |
| 57  | Женско становништво старије од 5 година које је живело у другом ентитету у јуну 2005. године     | 13099    |
| 58  | Становништво од 3 године и више које говори аутохтони језик                                      | 926      |
| 59  | Мушко становништво старо 3 године и више које говори аутохтони језик                             | 522      |
| 60  | Женско становништво старо 3 године и више које говори аутохтони језик                            | 404      |
| 61  | Становништво од 3 године и више које говори аутохтони језик и не говори шпански језик            | 10       |
| 62  | Мушко становништво старо 3 године и више које говори аутохтони језик и не говори шпански         | 4        |
| 63  | Женско становништво старо 3 године и више које говори аутохтони језик и не говори шпански језик  | 6        |
| 64  | Становништво старо 3 године и више које говори аутохтони језик и шпански                         | 763      |
| 65  | Мушко становништво старо 3 године и више које говори аутохтони језик и шпански                   | 428      |
| 66  | Женско становништво старо 3 године и више које говори аутохтони језик и шпански                  | 335      |
| 67  | Становништво од 5 година и више које говори аутохтони језик                                      | 914      |
| 68  | Становништво од 5 година и више које говори аутохтони језик и не говори шпански језик            | 10       |
| 69  | Становништво од 5 година и више које говори аутохтони језик и говори шпански језик               | 756      |
| 70  | Становништво у домородачким домаћинствима                                                        | 2029     |
| 71  | Становништво са ограничењима у активностима                                                      | 4399     |
| 72  | Становништво са ограниченим ходањем или кретањем, горе или доле                                  | 2337     |
| 73  | Становници са ограничењима вида, чак и уз кориштење сочива                                       | 1341     |
| 74  | Становништво са ограничењима говора, комуникације или конверзације                               | 416      |
| 75  | Становништво са ограниченим слухом                                                               | 313      |
| 76  | Становништво са ограничењима при одевању, купању или јелу                                        | 191      |
| 77  | Становништво са ограничењима у опажању или учењу једноставних ствари                             | 213      |
| 78  | Становништво са менталним ограничењима                                                           | 377      |
| 79  | Становништво без ограничења активности                                                           | 117191   |
| 80  | Становништво од 3 до 5 година које не похађа школу                                               | 4265     |
| 81  | Мушко становништво од 3 до 5 година које не похађа школу                                         | 2201     |
| 82  | Женско становништво од 3 до 5 година које не похађа школу                                        | 2064     |
| 83  | Становништво од 6 до 11 година које не похађа школу                                              | 486      |
| 84  | Мушко становништво од 6 до 11 година које не похађа школу                                        | 272      |
| 85  | Женско становништво од 6 до 11 година које не похађа школу                                       | 214      |
| 86  | Становништво од 12 до 14 година које не похађа школу                                             | 612      |
| 87  | Мушко становништво од 12 до 14 година које не похађа школу                                       | 376      |
| 88  | Женско становништво од 12 до 14 година које не похађа школу                                      | 236      |
| 89  | Становништво од 15 до 17 година похађа школу                                                     | 4217     |
| 90  | Мушко становништво од 15 до 17 година похађа школу                                               | 2056     |
| 91  | Женско становништво између 15 и 17 година живота у школи                                         | 2161     |
| 92  | Становништво од 18 до 24 године похађа школу                                                     | 2958     |
| 93  | Мушко становништво од 18 до 24 године похађа школу                                               | 1428     |
| 94  | Женско становништво од 18 до 24 године похађа школу                                              | 1530     |
| 95  | Становништво од 8 до 14 година које не може да чита и пише                                       | 444      |
| 96  | Мушко становништво старосног доба од 8 до 14 година које не може да чита и пише                  | 283      |
| 97  | Женско становништво старосног доби од 8 до 14 година које не може да чита и пише                 | 161      |
| 98  | Становништво од 15 година и више које је неписмено                                               | 3516     |
| 99  | Мушко становништво од 15 година и више које је неписмено                                         | 1742     |
| 100 | Женско становништво од 15 година и више које је неписмено                                        | 1774     |
| 101 | Становништво старо 15 и више година без школовања                                                | 4470     |
| 102 | Мушко становништво старо 15 и више година без школовања                                          | 2319     |
| 103 | Женско становништво старо 15 и више година без школовања                                         | 2151     |
| 104 | Становништво старосног доба 15 и више година са непотпуним основним образовањем                  | 10052    |
| 105 | Мушко становништво старосног доба од 15 година и више са непотпуном основним образовањем         | 5235     |
| 106 | Женско становништво старосног доба 15 и више година са непотпуном основним образовањем           | 4817     |
| 107 | Становништво старо 15 и више година са комплетним основним образовањем                           | 13338    |
| 108 | Мушко становништво старо 15 година и више са комплетним основним образовањем                     | 6654     |
| 109 | Женско становништво старо 15 и више година са комплетним основним образовањем                    | 6684     |
| 110 | Становништво старосног доба 15 и више година са непотпуним средњим образовањем                   | 5013     |
| 111 | Мушко становништво старосног доба од 15 година и више са непотпуним средњим образовањем          | 2705     |
| 112 | Женско становништво старосног доба од 15 година и више са непотпуним средњим образовањем         | 2308     |
| 113 | Становништво старо 15 и више година са пуним секундарном образовањем                             | 20942    |
| 114 | Мушко становништво старосног доба од 15 година и више са пуним секундарном образовањем           | 10697    |
| 115 | Женско становништво старосног доба од 15 година и више са пуним секундарном образовањем          | 10245    |
| 116 | Становништво старије од 18 година са постосновним образовањем                                    | 27030    |
| 117 | Мушко становништво старије од 18 година са постосновним образовањем                              | 13630    |
| 118 | Женско становништво старије од 18 година са постосновним образовањем                             | 13400    |
| 119 | Просечна оцена школовања                                                                         | 8.67     |
| 120 | Просечан ниво образовања мушке популације                                                        | 8.64     |
| 121 | Просечан ниво образовања женског становништва                                                    | 8.71     |
| 122 | Економски активно становништво                                                                   | 54444    |
| 123 | Економски активна мушка популација                                                               | 36315    |
| 124 | Економски активна женска популација                                                              | 18129    |
| 125 | Становништво које није економски активно                                                         | 35737    |
| 126 | Мушко становништво које није економски активно                                                   | 9518     |
| 127 | Женско становништво које није економски активно                                                  | 26219    |
| 128 | Запослено становништво                                                                           | 51551    |
| 129 | Запослено мушко становништво                                                                     | 33913    |
| 130 | Запослено женско становништво                                                                    | 17638    |
| 131 | Незапослена популација                                                                           | 2893     |
| 132 | Незапослена мушка популација                                                                     | 2402     |
| 133 | Незапослена женска популација                                                                    | 491      |
| 134 | Становништво без права на здравствене услуге                                                     | 36168    |
| 135 | Становништво које има право на здравствене услуге                                                | 85627    |
| 136 | Становништво које има право на ИМСС                                                              | 51831    |
| 137 | Становништво које има право на социјално осигурање                                               | 3892     |
| 138 | Становништво које има право на државно социјално осигурање                                       | 207      |
| 139 | Становништво које има право на опште осигурање или здравствено осигурање за нову генерацију      | 27904    |
| 140 | Становништво које је било једном или није било у браку током 12 година и више                    | 29238    |
| 141 | Венчано или уједињено становништво од 12 година и више                                           | 54170    |
| 142 | Становништво које је било у браку или уједињено 12 година и више                                 | 7038     |
| 143 | Становништво са католичком религијом                                                             | 101578   |
| 144 | Протестанти, еванђелисти и библијски следбеници различити од еванђелиста                         | 11782    |
| 145 | Становништво са другим религијама различитим од претходних                                       | 182      |
| 146 | Становништво без религије                                                                        | 7341     |
| 147 | Укупно пописаних домаћинства                                                                     | 33202    |
| 148 | Пописна домаћинства на челу са мушкарцима                                                        | 25721    |
| 149 | Пописна домаћинства на челу са женама                                                            | 7481     |
| 150 | Становништво у пописним домаћинствима                                                            | 121827   |
| 151 | Становништво у пописним домаћинствима на челу са мушкарцима                                      | 96871    |
| 152 | Становништво у пописним домаћинствима на челу са женама                                          | 24956    |
| 153 | Укупно домаћинстава                                                                              | 55352    |
| 154 | Укупно насељених домаћинстава                                                                    | 33956    |
| 155 | Укупно приватних кућа                                                                            | 54598    |
| 156 | Насељени приватни домови                                                                         | 33202    |
| 157 | Укупно насељених приватних кућа                                                                  | 33952    |
| 158 | Ненасељене приватне куће                                                                         | 12195    |
| 159 | Појединачна домаћинства за привремену употребу                                                   | 9201     |
| 160 | Становници у насељеним приватним кућама                                                          | 121827   |
| 161 | Насељеност станара у приватним становима                                                         | 3.67     |
| 162 | Просечно становника по соби у приватним насељеним домаћинствима                                  | 1.15     |
| 163 | Појединачна домаћинства са подовима од различитих материјала од земље                            | 32315    |
| 164 | Појединачна домаћинства у приземљу                                                               | 809      |
| 165 | Појединачна домаћинства са једном спаваћом собом                                                 | 12583    |
| 166 | Појединачна домаћинства са две спаваће собе и више                                               | 20558    |
| 167 | Појединачна домаћинства са једним собом                                                          | 2768     |
| 168 | Појединачна домаћинства са две собе                                                              | 7028     |
| 169 | Појединачна домаћинства са 3 собе и више                                                         | 23328    |
| 170 | Појединачна домаћинства која имају електрично светло                                             | 32905    |
| 171 | Појединачна домаћинства која немају електрично светло                                            | 245      |
| 172 | Појединачна домаћинства која имају водоводну воду у стамбеном простору                           | 31523    |
| 173 | Појединачна домаћинства која немају водоводну воду у стамбеном простору                          | 1578     |
| 174 | Појединачна домаћинства која имају тоалет                                                        | 32604    |
| 175 | Појединачна домаћинства која имају канализацију                                                  | 32639    |
| 176 | Појединачна домаћинства која немају канализацију                                                 | 469      |
| 177 | Појединачна домаћинства која имају електрично светло, довод воде из јавне мреже и канализацију   | 31131    |
| 178 | Појединачна домаћинства без икаквих услова                                                       | 238      |
| 179 | Појединачна домаћинства која имају радио                                                         | 23147    |
| 180 | Појединачна домаћинства која имају телевизор                                                     | 31713    |
| 181 | Појединачна домаћинства која имају фрижидер                                                      | 30299    |
| 182 | Појединачна домаћинства која имају машину за веш                                                 | 24100    |
| 183 | Појединачна домаћинства која имају аутомобил или комби                                           | 16483    |
| 184 | Појединачна домаћинства која имају рачунар                                                       | 10197    |
| 185 | Појединачна домаћинства која имају фиксну телефонску линију                                      | 10523    |
| 186 | Појединачна домаћинства која имају мобилни телефон                                               | 28005    |
| 187 | Појединачна домаћинства која имају приступ интернету                                             | 7301     |